# Les Rockeurs ont du cœur
 (janvier 2023).
Les Rockeurs ont du cœur est un festival musical à visée sociale qui a lieu chaque année à Nantes depuis 1988 à l’initiative du groupe Elmer Food Beat
à la Seyne sur Mer (83 Var) depuis 2016, à Rennes depuis 1991... 
Ce festival a été décliné dans d'autres communes et sur d'autres formats (concerts dans les bars, fest noz, etc.).
Le festival a lieu fin novembre ou en décembre suivant les lieux. Le public est invité à venir avec 1 jouet neuf par personne d'une valeur minimum de 10 euros pour profiter de la soirée.
Les jouets sont ensuite offerts à des enfants défavorisés ou malades par le biais d'associations locales.